# Obersteinbach (Bergisch Gladbach)
Obersteinbach ist ein Ortsteil im Stadtteil Asselborn von Bergisch Gladbach. 

## Geschichte
Der Name Obersteinbach nimmt Bezug auf die mittelalterliche Siedlungsgründung, die 1351 erstmals urkundlich als Steynenbach/Steynbach belegt ist. Für die Hofgründung ist der Steinbach namengebend gewesen, der zwischen Obersteinbach und Untersteinbach verläuft. Nachdem sich neben dem ursprünglichen Siedlungskern eine zweite Hofstelle gebildet hatte, wurde der Siedlungsname zur Unterscheidung um die Bestimmungsworte Ober/Unter ergänzt.
Unter der französischen Verwaltung zwischen 1806 und 1813 wurde das Amt Porz aufgelöst und die Honschaft Dürscheid, zu dem auch Obersteinbach gehörte, wurde politisch der Mairie Bensberg im Arrondissement Mülheim am Rhein zugeordnet. 1816 wandelten die Preußen die Mairie zur Bürgermeisterei Bensberg im Kreis Mülheim am Rhein. Obersteinbach zählte 1845 32 Einwohner katholischen Glaubens.
In der Aufstellung des Königreich Preußen für die Volkszählung 1885 wurde Obersteinbach aufgeführt als Wohnplatz der Landgemeinde Bensberg im Kreis Mülheim am Rhein. Zu dieser Zeit wurden 11 Wohnhäuser mit 41 Einwohnern gezählt. 1905 zählten die beiden Siedlungen 16 Wohngebäude und 104 Einwohner.

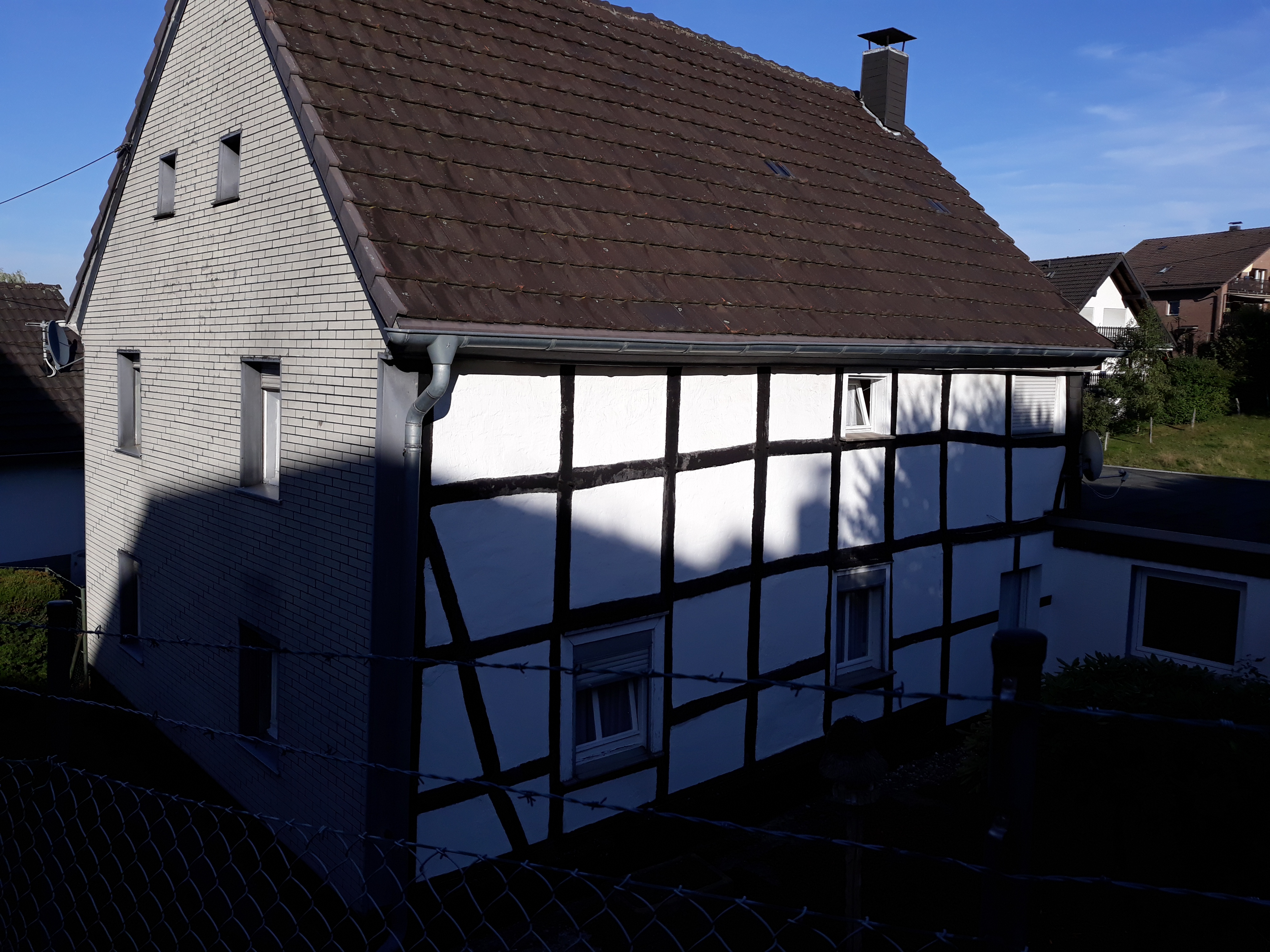
Haus in Obersteinbach